# اچ‌ام‌ای‌اس ادونس (پی ۸۳)
اچ‌ام‌ای‌اس ادونس (پی ۸۳) (به انگلیسی: HMAS Advance (P 83)) یک کشتی است که طول آن ۱۰۷٫۶ فوت (۳۲٫۸ متر) می‌باشد. این کشتی در سال ۱۹۶۷ ساخته شد.